# Kamienica przy Rynku Staromiejskim 17 w Toruniu
Kamienica przy Rynku Staromiejskim 17 w Toruniu – jedna z najstarszych kamienic w Toruniu, znajdująca się przy Rynku Staromiejskim 17.
Kamienica została zbudowana pod koniec XIII wieku, następnie była przebudowywana w XIV, XVI, XVII i XVIII wieku. Pod koniec XIV wieku właścicielem kamienicy był rajca Tidemann Hitfeld. W 1702 roku budynek był siedzibą rodu patrycjuszowskiego Wachschlagerów, u których zatrzymał się król August II Mocny. Na początku 1950 roku do kamienicy przeniosła się księgarnia Tadeusza Szczęsnego, mieszcząca się wcześniej w lokalu przy Rynku Staromiejskim 30. Obecnie w kamienicy mieści się siedziba Kujawsko-Pomorskiej Izby Adwokackiej.
Zachowały się elementy dawnej kamienicy gotyckiej z końca XIII wieku: ostrołukowe wnęki na elewacji od strony ul. Panny Marii oraz fragmenty malowideł ściennych na pierwszym piętrze, z 1. ćw. XV wieku.
Kamienica figuruje w gminnej ewidencji zabytków (nr 269).